# Littérature nigériane
La littérature nigériane peut être définie comme l'écriture littéraire par des citoyens de la nation du Nigeria pour des lecteurs nigérians, traitant de questions nigérianes. Elle comprend des écrivains dans un certain nombre de langues, dont l'anglais, mais aussi l'igbo, l'urhobo, le yoruba et, dans le nord du pays, le haoussa et le nupe. Plus largement, elle inclut les Nigérians britanniques, les Américains d'origine nigériane et d'autres membres de la diaspora africaine.
Things Fall Apart (1958) de Chinua Achebe est l'un des jalons de la littérature africaine. D'autres auteurs postcoloniaux ont reçu de nombreuses distinctions, notamment le prix Nobel de littérature, décerné à Wole Soyinka en 1986, et le Booker Prize, attribué à Ben Okri en 1991 pour The Famished Road.  Les Nigérians sont également bien représentés parmi les lauréats du prix Caine et du prix Wole Soyinka pour la littérature en Afrique.
Les 222 millions d'habitants (en 2023), appartiennent à diverses ethnies, pour l'essentiel issues des nombreuses civilisations qui se sont succédé, et parlent quelques-unes des environ 500 langues au Nigeria, toutes avec leurs pratiques orales, littéraires ou non, et certaines seulement avec une littérature écrite. Pour comparaison, la population estimée du pays, en millions : 11 (1500), 19 (1900), 38 (1950), 74 (1980), 123 (2000).

## La littérature nigériane en anglais
La littérature nigériane est principalement de langue anglaise. La littérature dans les langues nationales yoruba, igbo et haoussa ne joue qu'un rôle mineur. La plupart des auteurs anglophones importants d'Afrique de l'Ouest viennent du Nigeria.

### Sous la domination britannique
Parmi les premiers auteurs nigérians modernes, on trouve Amos Tutuola. Dans son opus magnum The Palm Wine Drinkard (1952, trad. L'Ivrogne dans la brousse), l'auteur suit un homme dérouté par le vin de palme dans une atmosphère de conte de fées qui le conduit à la cité des morts. Il y découvre un monde magique peuplé de fantômes, de démons et d'êtres surnaturels. Le livre contredisait toutes les conventions narratives réalistes et était écrit dans un anglais imparfait. Pour cette raison même, le livre est devenu par la suite stylistique et très apprécié, bien qu'il ait été critiqué à l'époque pour avoir dépeint les Nigérians comme des personnes barbares et perpétuellement ivres et pour avoir provoqué des fantasmes racistes.
En 1957, le magazine Black Orpheus est devenu le principal forum pour de nombreux poètes et écrivains nigérians.

### Indépendance
Un certain nombre d'écrivains, membres du Mbari Club du professeur Ulli Beier, sont devenus populaires au lendemain de l'indépendance.
Le Théâtre des Arts de l'Université d'Ibadan est devenu un théâtre itinérant à partir de 1961, mais il présentait principalement des pièces d'auteurs européens. Ainsi, en réaction critique à l'aliénation naissante du théâtre dans la vie quotidienne des Africains à Ibadan, le Mbari Club est devenu un centre littéraire pour les personnalités littéraires africaines. Le dramaturge John Pepper Clark-Bekederemo (en) y a monté sa première pièce Song of a Goat en 1962, une synthèse des formes du théâtre antique et d'un thème toujours d'actualité en Afrique - la fertilité et la maternité - pour la jeune génération éduquée en Europe. En 1966, il a documenté la fête d'un héros du peuple Ijaw, qui est célébrée tous les 25 ans dans le delta du Niger, dans la langue originale. Dans sa pièce Ozidi, il l'a adaptée dramatiquement et traduite en anglais. Il a transformé le symbolisme folklorique en psychanalyse.
Le seul auteur considéré comme représentant de la négritude au Nigeria était l'essayiste et spécialiste de la littérature Abiola Irele, qui a pris la direction de la revue Black Orpheus en 1968. Il a critiqué l'importance excessive accordée aux différences idéologiques entre les écrivains francophones et anglophones d'Afrique.
Dès les années 1950, une littérature métropolitaine populaire inspirée du modèle américain est apparue au Nigeria, publiée dans des brochures distribuées sur le marché, la littérature dite du marché d'Onitsha, dont Cyprian Ekwensi est probablement le plus important représentant. Ekwensi, fils de conteur, a écrit des centaines de nouvelles ainsi que 35 romans et livres pour enfants. Son œuvre la plus connue est Jagua Nana (1961), une description de la vie d'une prostituée vieillissante qui n'est pas exempte de stéréotypes.

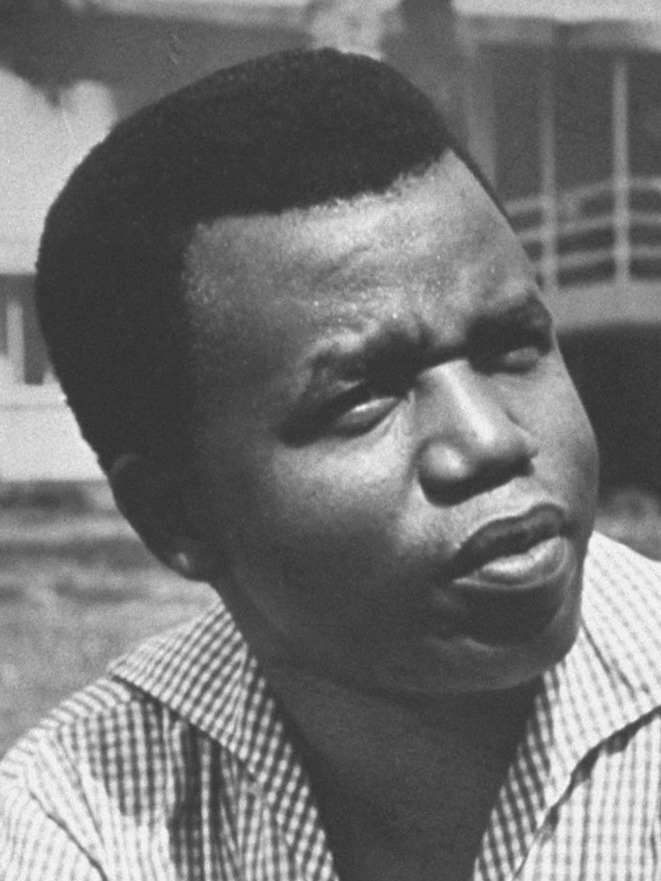
Chinua Achebe

Considéré comme la plus importante figure fondatrice de la littérature anglophone en Afrique de l'Ouest, Chinua Achebe, lauréat du Prix de la paix 2002 des libraires allemands, a fait ses débuts de romancier et de poète avec Things Fall Apart (1958, trad. Tout s'effondre 2013),, qui constitue, avec No Longer at Ease (1960, trad. Le Malaise, 1974),, son magnum opus. Ses romans placent les héros africains à la croisée de deux mondes : un monde occidental à la rationalité abstraite et dépourvue de justice et une Afrique dont les valeurs traditionnelles dépassées handicapent ses sujets pour l'ère nouvelle. Il est l'un des auteurs africains de langue anglaise les plus connus. C'est pourquoi il a été pressenti à plusieurs reprises pour le prix Nobel de littérature. Things Fall Apart décrit une Afrique antérieure à l'arrivée des Européens et porteuse de valeurs anciennes qu'Achebe veut mettre en avant. Le livre a été tiré à 400 000 exemplaires en 1969 et à trois millions d'exemplaires en 1987. Il a été traduit en 45 langues. Dans Anthills of the Savannah (1987, trad. Les Termitières de la savane, 1990),, il décrit une Afrique gangrenée par la corruption et la fausse position des intellectuels, où les femmes sont l'avenir. Chinua Achebe a reçu le Prix international Booker en reconnaissance de l'ensemble de sa carrière de romancier et d'auteur en 2007. En remettant le prix, Nadine Gordimer a qualifié Achebe de « père de la littérature africaine moderne ».

### Après laguerre du Biafra
Flora Nwapa a commencé sa carrière d'écrivain alors qu'elle enseignait à la Queen's School d'Enugu. Deux de ses romans, Efuru (1966), et Idu (1970), se déroulent dans son village natal et familiarisent les lecteurs avec les coutumes locales. Ils décrivent les rouages de la société patriarcale et des groupes d'âge qui permettent de résoudre les problèmes et les conflits, ainsi que le rôle de la noix de kola dans toutes les cérémonies familiales. Ils abordent les thèmes qui traverseront toute leur œuvre : le rôle des enfants dans la famille, les conséquences de la stérilité féminine, la position des femmes dans la société nigériane et leur besoin vital d'indépendance économique. Never again (« Plus jamais », 1975) rappelle les années terribles de la guerre du Biafra et les effets dévastateurs de la propagande qui bannissait toute pensée critique,. En 1966, alors que 25 titres étaient déjà parus dans la série des écrivains africains de l'éditeur, Flora Nwapa est devenue la première femme à y figurer. Il faudra attendre 30 autres titres pour qu'une autre femme apparaisse dans la série.

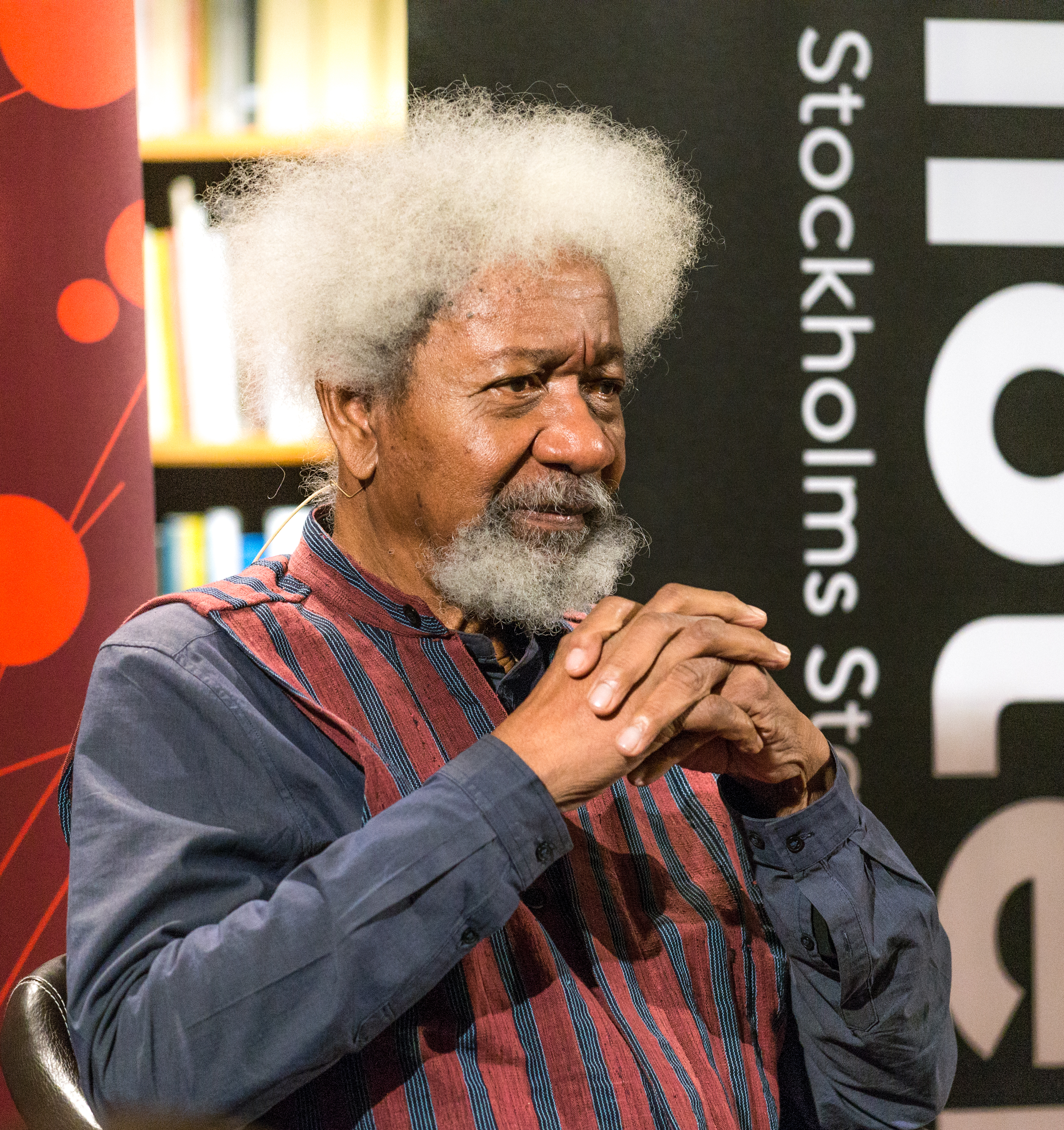
Wole Soyinka, prix Nobel de littérature

Wole Soyinka est un scénariste et un réalisateur. Il a reçu le prix Nobel de littérature en 1986 et est le premier auteur noir à être honoré de la sorte[a] , Soyinka a reçu le prix pour avoir écrit « ...dans une large perspective culturelle et avec des accents poétiques façonne le drame de l'existence » . Artiste prolifique et polyvalent, il a écrit de nombreuses pièces de théâtre, ainsi que des récits autobiographiques, des recueils de poésie et des nouvelles, des romans et des essais politiques et littéraires. Connu pour la richesse de son imagerie poétique et la complexité de sa pensée, il compte parmi ses chefs-d'œuvre la tragédie anticolonialiste Death and the King's Horseman (1975, trad. La Mort et l'Écuyer du roi ).
Buchi Emecheta, une Nigériane vivant à Londres, a traité de thèmes tels que la maternité, les contrastes sociaux et l'indépendance et la liberté des femmes. Le roman tragico-romantique The Bride Price (1976, trad. Le prix de la mariée) reflète les conventions sociales en vigueur au Nigeria vers 1970, à savoir celles des mariages arrangés, des enlèvements de fiancées et du prix de la fiancée mentionné dans le titre. L'héroïne Aku-nna trouve le mari qui lui rend ses sentiments grâce à son intelligence et son courage. Cependant, elle n'a pas beaucoup de temps pour profiter de son bonheur. Second Class Citizen (1974, trad. Citoyen de seconde classe) suit une femme nigériane qui emménage avec ses enfants pour vivre avec son mari, qui vit déjà en Grande-Bretagne. Elle se heurte au ressentiment racial et à la violence domestique avant de pouvoir réaliser son rêve d'une carrière d'écrivain.

### Faire face à la dictature

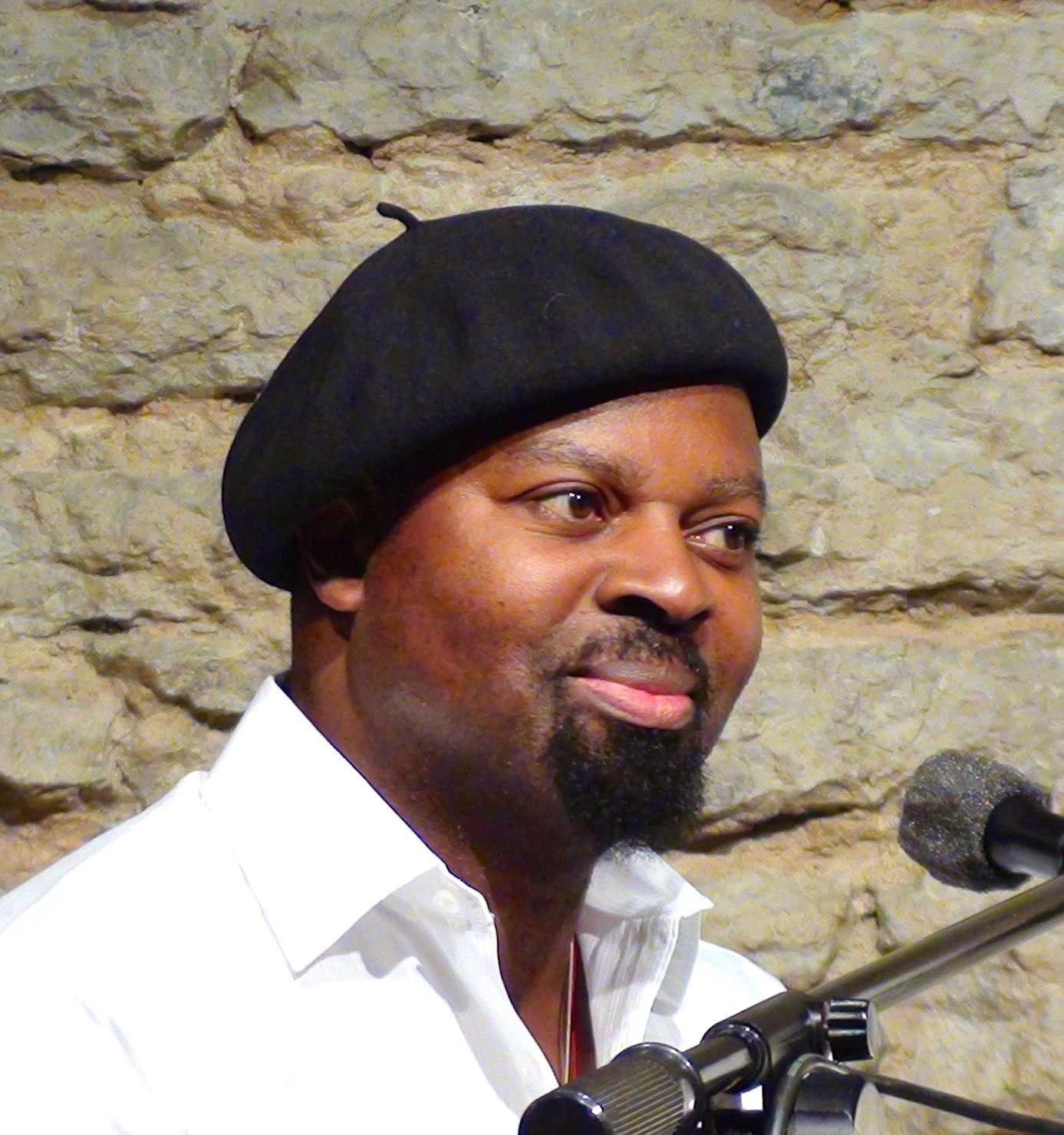
Ben Okri

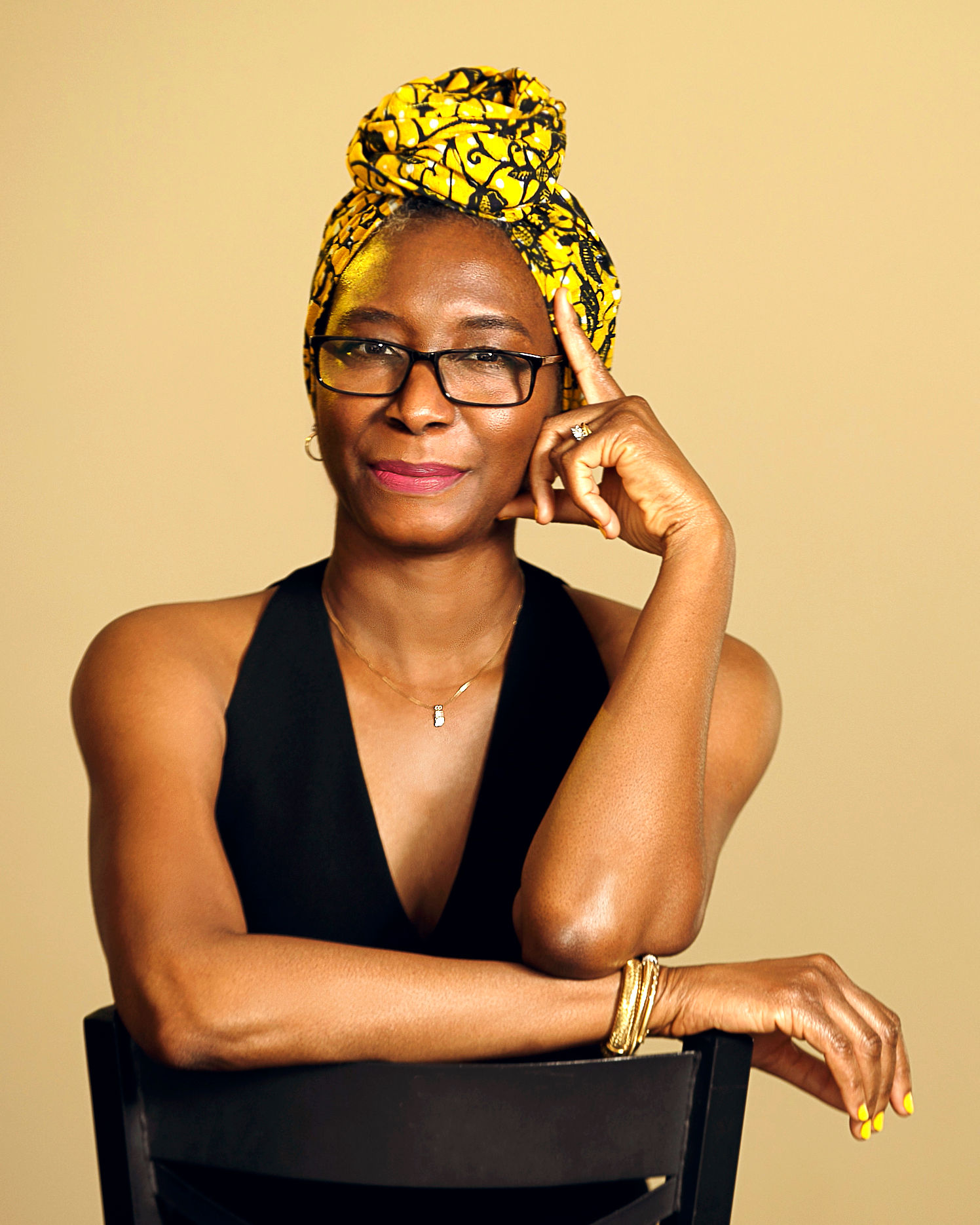
Sefi Atta

Les principaux thèmes des années 1980 et 1990 ont été le mouvement de démocratisation et la critique des dictatures militaires. La critique de la dictature militaire nigériane a coûté la vie au romancier, scénariste et militant écologiste Ken Saro-Wiwa : il a été condamné à mort en 1995 sous le régime de Sani Abacha,. Oil on Water (2010) d'Helon Habila (en) traite des victimes de la dictature militaire et de la marée noire en cours dans le delta du Niger.
Ben Okri a d'abord écrit des nouvelles sur des problèmes sociaux et politiques, dont certaines ont été publiées dans des magazines féminins et des journaux du soir. Okri a connu le succès avec la publication de son premier roman, Flowers and Shadows (1980). De 1983 à 1986, il travaille pour le West Africa Magazine, où il est rédacteur en chef de la section poésie. En 1991, il a remporté le Booker Prize dans la catégorie fiction pour The Famished Road (1991 ; traduction : La Route de la faim, 2004), un roman magique surréaliste sur Azaro, un « enfant esprit »,.

### Le nouveau millénaire
Sefi Atta est écrivain et dramaturge. Son livre Everything Good Will Come (2005, trad. Le meilleur reste à venir, 2008) est un roman d'apprentissage qui suit la vie de deux femmes. Après une série d'événements dramatiques, de tensions entre différents groupes ethniques, de rébellion contre une société dominée par les hommes et les attentes de la société, l'héroïne trouve refuge et compréhension auprès d'un groupe de militants politiques.
Femi Osofisan (en) utilise des procédés stylistiques surréalistes et des formes d'expression traditionnelles africaines dans un but éducatif dans ses quelque 60 pièces. Il adapte souvent des classiques européens. Ses thèmes sont le changement des traditions, le genre et la répression sexuelle. Women of Owu (2004, trad. Femmes d'Owu) est une relecture des Femmes de Troie d'Euripide.

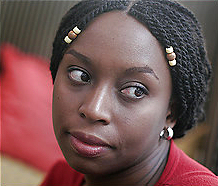
Chimamanda Adichie

La carrière littéraire de Chimamanda Ngozi Adichie a pris son envol avec la publication en 2003 de Purple Hibiscus (L'Hibiscus pourpre), un roman initiatique dans lequel un frère et une sœur retrouvent enfin leur voix. Ce premier roman, salué par la critique, a été nommé pour le Baileys Women's Prize for Fiction en 2004 et a été désigné meilleur premier roman du Commonwealth Writers' Prize en 2005. Son deuxième roman, Half of a Yellow Sun (trad. « L'Autre Moitié du soleil »), a été publié en 2006. L'histoire se déroule avant et pendant la guerre du Biafra, et l'on y suit la vie de deux sœurs séparées par la guerre,. Le livre a remporté l'Orange Prize for Fiction 2007 ainsi que l'Anisfield-Wolf Book Award. Son troisième ouvrage, le recueil de nouvelles The Thing Around Your Neck (trad. Autour de ton cou), a été publié en 2009. En 2013, elle a publié son quatrième ouvrage, le roman Americanah, qui raconte l'histoire d'une jeune femme nigériane nommée Ifemelu qui a émigré aux États-Unis et d'un jeune homme qui a émigré au Royaume-Uni. Ifemelu est confrontée à la pauvreté, à la discrimination et au racisme jusqu'à ce qu'elle devienne une star de la blogosphère. Elle devient la « première blogueuse sur la race » Le roman a été sélectionné par le New York Times comme l'un des « 10 meilleurs livres de 2013 ».

### Après 2010: Les réseaux sociaux, la télécommunication et leur effet sur la société nigériane
La littérature nigériane de l'après 2010 se concentre sur la vie réelle dans la métropole et sur l'influence des réseaux sociaux sur la vie sociale nigériane.
Parmi les jeunes auteurs nigérians figure Adaobi Tricia Nwaubani, qui a remporté le prix des écrivains du Commonwealth pour le meilleur premier roman "I Do Not Come to You by Chance" (Je ne viens pas à toi par hasard) en 2010. Ce roman décrit l'histoire d'un jeune universitaire, Kingsley Ibe, qui ne parvient pas à trouver un emploi mais doit s'occuper de ses parents retraités et de ses jeunes frères et sœurs. Son riche oncle Boniface lui offre une solution pour sortir de ce dilemme, mais exige l'implication de Kingsley dans son entreprise criminelle et risquée d'escroquerie par courriel,
La nouvelle d'Elnathan John, Bayan Layi, a été présélectionnée pour le prix Caine en 2013. Sa nouvelle Flying a de nouveau été présélectionnée en 2015. Son premier roman Born on a Tuesday a été publié en 2016 et retrace le façonnement des adolescents à travers des expériences de violence. Il est présélectionné pour le NLNG Literary Award, le prix littéraire le plus prestigieux du Nigeria, et présélectionné pour le Republic of Consciousness Award en 2017. Avec le dessinateur Àlàbá Ònájin, il dépeint la vie quotidienne de la famille du riche ecclésiastique de l'église libre Akpoborie dans la bande dessinée Lagos - Life in Suburbia, (trad. La vie en banlieue).

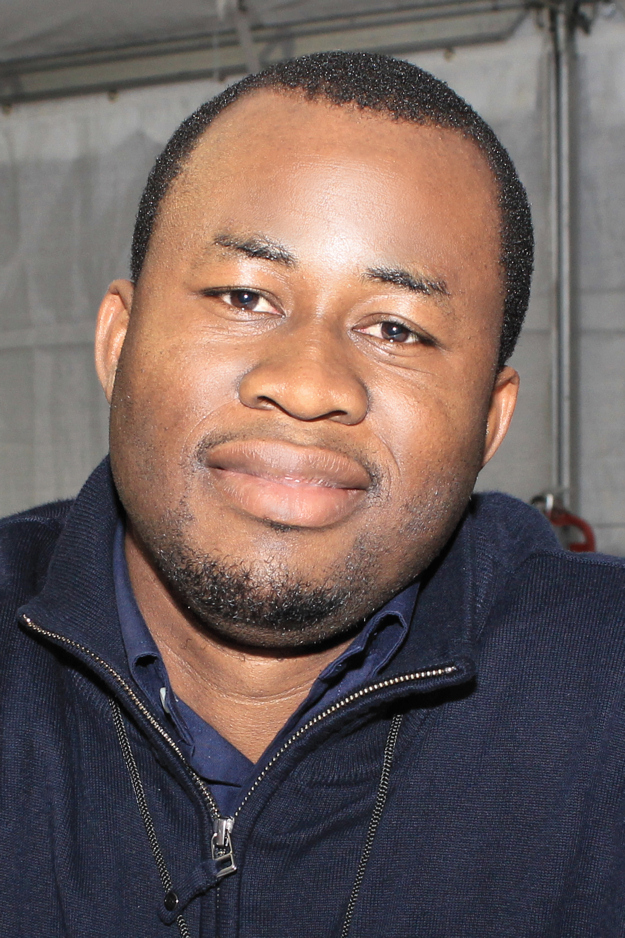
Chigozie Obioma

Chigozie Obioma s'est fait connaître par deux romans à succès. The Fishermen (2015, trad. Les Pêcheurs) traite d'une prophétie sinistre qui annonce la perte de quatre frères dans la ville natale de l'auteur. An Orchestra of Minorities (2019, trad. La Prière des oiseaux) décrit le destin d'un éleveur de poulets nigérian qui s'installe dans le nord de Chypre pour gagner l'argent qui lui vaudra l'acceptation et l'amour de sa dulcinée. Mais il se heurte au ressentiment raciste dans son nouveau pays et se fait escroquer ses économies.
D'autres écrivains nigérians incluent : Daniel O. Fagunwa, Tanure Ojaide, Chris Abani, Ayobami Adebayo, Nuzo Onoh, Yemisi Aribisala, A. Igoni Barrett, B.M. Dzukogi, Helen Oyeyemi, Nnedi Okorafor, Uju Obuekwe, Chinelo Okparanta, Sarah Ladipo Manyika, Chika Unigwe, Ogaga Ifowodo, Melekwe Anthony, Gift Foraine Amukoyo, Teju Cole, Niyi Osundare et Oyinkan Braithwaite. Une liste des 100 écrivains nigérians les plus influents de moins de 40 ans (année 2016) a été publiée le 28 décembre 2016 sur le site des Nigerian Writers Awards.

### Pidgin nigérian
- Pidgin nigérian
- Ken Saro-Wiwa (1941-1995), Sozaboy : A Novel in Rotten English (1985, Pétit minitaire)

## Littérature nigériane en langue yoruba
Le premier roman en yoruba (50 millions de locuteurs, surtout Yorubas), Itan-Igbesi Aiye Emi Segilola (L'histoire de ma vie) sur la vie d'une prostituée par Isaac Babalọla Thomas (d), a été publié en 1929 sous forme de roman sérialisé en 30 épisodes dans un journal de Lagos. Ce livre réaliste, qui rapporte de nombreux détails sur Lagos dans les années 1920, reflète les diverses influences linguistiques et les particularités du langage oral urbain. Dans les nouvelles éditions publiées sous forme de livres, le style a été « littérarisé ». Vient ensuite The Forest of a Thousand Daemons (1938, trad. La forêt des mille démons) de Daniel O. Fagunwa (en). Ce roman d'aventure folklorique et magique, plein de rhétorique turgescente et mettant en scène le personnage principal du légendaire chasseur yoruba Akara-ogung, est considéré comme le premier livre substantiel en yoruba. Il a été réimprimé de nombreuses fois et a été traduit en anglais par Wole Soyinka en 1968. Dans ses cinq romans en tout, dont deux traitent de la société précoloniale et les autres des influences coloniales sur la société yoruba, il défend à la fois les valeurs traditionnelles yoruba et les valeurs chrétiennes. Dans ses drames, il utilise l'auto-imagination aliénante du personnage, en soulignant l'ancrage généalogique de ses personnages.
Duro Lapido, fils d'un ecclésiastique anglican, était un dramaturge qui écrivait exclusivement en yoruba et adaptait les mythes anciens, les contes de fées et les histoires des traditions chrétiennes, islamiques ou yorubiennes dans ses pièces, dans lesquelles il jouait lui-même. Un autre dramaturge important du théâtre populaire yoruba (l'opéra yoruba) était Hubert Ogunde, qui a également écrit ces pièces, toujours liées à la musique, en anglais. L'homme politique Afolabi Olabimtan (en) a également écrit des romans en yoruba.
Un rôle particulier dans la découverte et la promotion de la littérature yoruba a été joué par Oyekan Owomoyela (d), qui a enseigné aux États-Unis et a édité des anthologies de contes et de proverbes.

## La littérature nigériane en langue igbo
Les Igbo, parlant igbo (près de 30 millions de locuteurs), ont apporté une contribution plutôt mineure à la littérature nigériane.
Le premier court roman en Igbo a été écrit par Pita Nwana (en) en 1933 (Omenuko, 1935). Il s'agit d'un récit historique sur un garçon pauvre qui s'élève pour devenir un riche commerçant et chef suprême, mais vend ses apprentis comme esclaves pour se dédommager des pertes de biens subies, et s'appauvrit encore. Les efforts pour promouvoir la littérature en igbo sont restés longtemps sans succès, d'autant plus que Chinua Achebe a connu son principal succès littéraire en anglais avec Things Fall Apart en 1958. Achebe a également refusé d'utiliser l'igbo standard. Ce n'est que dans les années 1970 que quelques romanciers ont émergé, comme Tony Ubesie (en), mort jeune en 1993.

## Littérature nigériane en langue haoussa

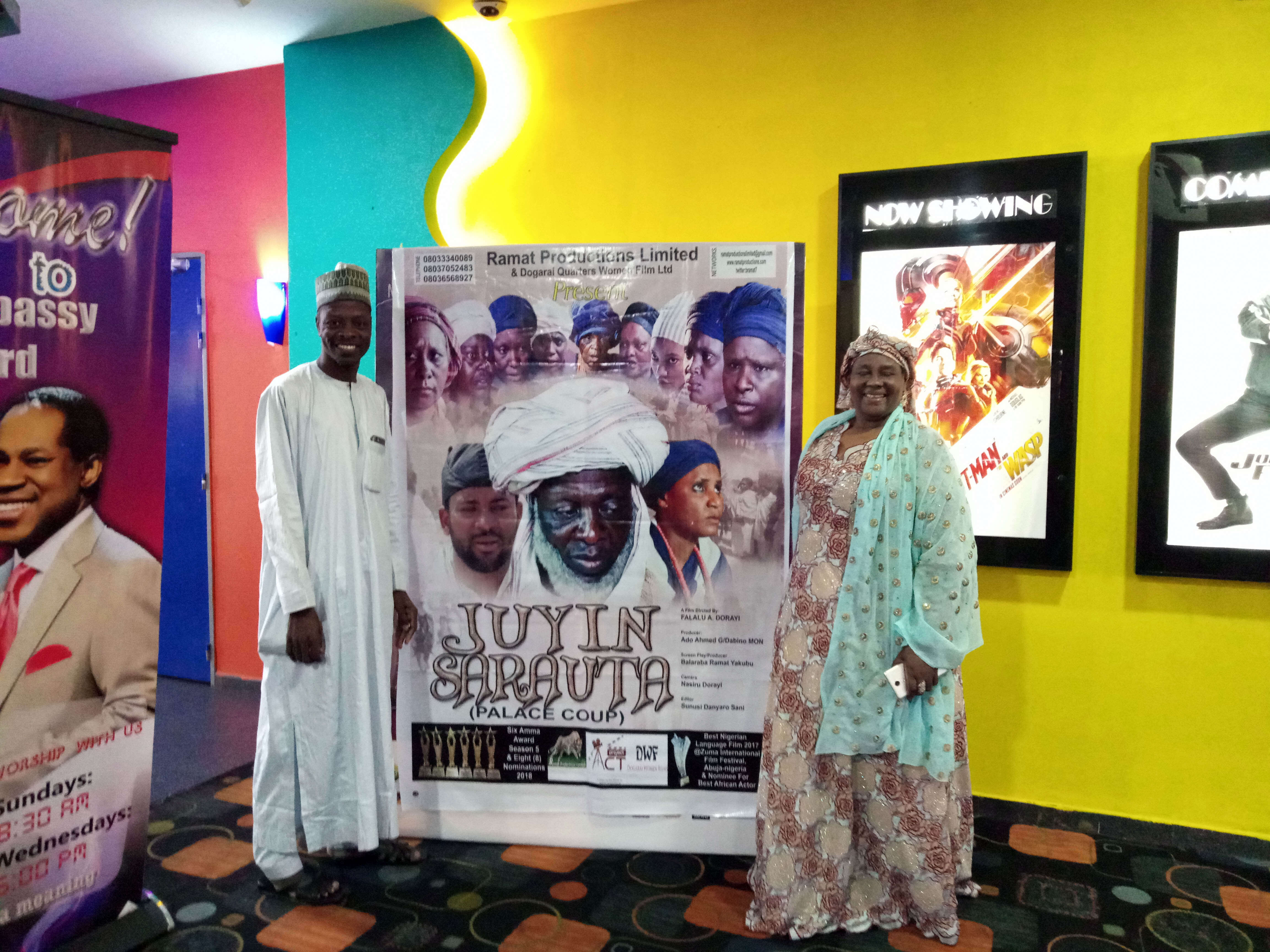
Balaraba Ramat Yakubu (sur la droite)

Les Haoussas du nord du Nigeria, du Niger et du Tchad (près de 75 Millions de locuteurs du haoussa) ont été façonnés davantage par l'Islam que par les influences occidentales.
La littérature écrite du nord du Nigeria peut être divisée en 4 périodes principales. La première est la période des 14 royaumes (10e-19e siècle), la deuxième est la période Sokoto (19e-20e siècle), la troisième est la période coloniale (20e siècle), et la quatrième est la période post-indépendance (du 20e siècle à nos jours).
Leur littérature remonte à Ousman dan Fodio et au califat de Sokoto, c'est-à-dire à la fin du 18e siècle. Les premiers ouvrages étaient écrits en Ajami, une variante de l'écriture arabe. Le journaliste et poète Abubakar Imam (en) a publié le premier journal haoussa, Gaskiya Ta Fi Kwabo, à Zaria à partir de 1941. De nombreux romans modernes écrits en haoussa sont écrits par des femmes (ce qu'on appelle la littérature du marché de Kano), comme les plus de 30 livres de Hafsat Abdul Waheed, les romans d'amour de Balaraba Ramat Yakubu ou les œuvres de Lubabah Ya'u.

## Littérature nigériane en langueefik
- Littérature en efik (en)

## Traductions en français
En 2021, l'auteur d'une étude L’image de l’autre à travers les prétextes des traductions françaises d’œuvres Nigérianes recense 88 œuvres traduites en français, sans prétendre à l'exhaustivité. La plupart d'entre elles sont des romans (70) complétées par 14 œuvres relevant  du théâtre, et quatre de la poésie.

## Censure / intimidation des auteurs
La liberté d'expression est protégée par la Constitution nigériane (section 39 - 1) de 1999, avec laquelle le Nigeria est devenu une démocratie. Il n'existe pas non plus d'institution contrôlée par le gouvernement qui contrôlerait une quelconque presse écrite. 100 journaux indépendants existent au Nigeria. Cependant, en 2021, le journaliste indépendant Luka Binniyat a passé 91 jours en prison pour avoir critiqué un commissaire d'Etat, étant accusé de « cyberharcèlement ». En mai 2022, le journaliste Prince Olamilekan Hammed a été arrêté après avoir exposé aux Etats-Unis les activités criminelles présumées du gouverneur de l'Etat d'Ogun, Dapo Abiodun.
Le National Film and Video Censors Board contrôle les médias non imprimés et a arrêté la publication de quelques films en 2002, en raison de la présentation d'« actes obscènes entre jeunes femmes ».
Le classement mondial de la liberté de la presse de Reporters sans frontières a placé le Nigeria au 115e rang sur 180 pays en 2020. C'est mieux que le Maroc (133) ou la Turquie (154), mais moins bien que d'autres pays d'Afrique occidentale comme la Côte d'Ivoire (68) ou le Ghana (30).